# Lennon Legend: The Very Best of John Lennon
Lennon Legend: The Very Best of John Lennon ist das dritte Best-of-Kompilationsalbum von John Lennon und das neunte postum erschienene Album nach Lennons Tod im Jahr 1980. Gleichzeitig ist es einschließlich der acht Solo-Studioalben, der drei Avantgarde-Alben mit seiner Frau Yoko Ono, der beiden Livealben, der beiden Interviewalben und der Kompilationsalben das insgesamt 21. Album John Lennons. Es wurde am 27. Oktober 1997 in Großbritannien und am 10. März 1998 in den USA veröffentlicht.

## Entstehungsgeschichte
Im Oktober 1997 veröffentlichte EMI in Europa und im Februar 1998 in den USA ein Kompilationsalbum von John Lennon, das 18 Single-Titel, die zwischen 1969 und 1985 erschienen, sowie zwei Alben-Titel (Working Class Hero und Beautiful Boy (Darling Boy)) enthält. Von den international veröffentlichten Singles sind lediglich Woman Is the Nigger of the World, I’m Stepping Out und Every Man Has a Woman Who Loves Him nicht enthalten. Die gekürzte Version (Single Edit) von Mother wurde erstmals auf CD veröffentlicht.
Die Veröffentlichung im LP- und CD-Format erfolgte im Oktober 1997.

## Covergestaltung
Die Covergestaltung erfolgte von Linards und Perfect Day. Das Coverfoto stammt von Spud Murphy. Der CD liegt ein 20-seitiges bebildertes Begleitheft bei, das Information zum Album enthält.

## Titelliste
1. Imagine – 3:04
2. Instant Karma! – 3:21
3. Mother (single edit) – 3:55
4. Jealous Guy – 4:16
5. Power to the People – 3:19
6. Cold Turkey – 5:01
7. Love – 3:23
8. Mind Games – 4:13
9. Whatever Gets You thru the Night – 3:21
10. #9 Dream – 4:48
11. Stand by Me – 3:28
12. (Just Like) Starting Over – 3:56
13. Woman – 3:28
14. Beautiful Boy (Darling Boy) – 4:01
15. Watching the Wheels – 3:32
16. Nobody Told Me – 3:35
17. Borrowed Time – 4:31
18. Working Class Hero – 3:51
19. Happy Xmas (War Is Over) – 3:35
20. Give Peace a Chance – 4:51

## Wiederveröffentlichung
- Im Oktober 2003 erschien die 100-minütige Videokollektion Lennon Legend: The Very Best of John Lennon, die 20 Musikvideos von John Lennon enthält. Die Tonspuren wurden im Dolby Digital 5.1 Surround Sound abgemischt. Die Videos wurden überwiegend neu gestaltet und wurden in die gleiche Abspielfolge gesetzt wie die Titelliste der gleichnamigen CD.
- Die CD erschien im Juni 2007 neu remastert; zusätzlich erschien eine limitierte Edition, die noch eine DVD mit Bonusmaterial der gleichnamigen DVD enthält.

Titelliste des Bonusmaterials:
1. Working Class Hero (Anthology Version)
2. Slippin’ & Slidin’
  - Das Video wurde am 18. März 1975 in den Hit Factory Studios in New York aufgenommen.
3. Imagine (Live)
  - der letzte Liveauftritt von John Lennon, aufgenommen am 18. April 1975 während der Fernsehsendung Salute to Lew Grade
4. Hair Peace
5. Everybody Had a Hard Year
  - ein Ausschnitt aus John & Yokos Film #6, der im Dezember 1968 aufgenommen wurde
6. Animations in the style of John Lennon's drawings
7. Imagine Photo Gallery
  - bisher unveröffentlichte Fotos

## Singleauskopplungen
- Es wurde in Europa und den USA keine Single aus dem Album ausgekoppelt. In Großbritannien wurde die Promotion-CDs Imagine[1] und Happy Xmas (War Is Over)[2] sowie in Spanien die Promotion-CD God[3] hergestellt.

- Im Jahr 1998 wurde in Japan die 3″-CD-Single Love / Stand by Me veröffentlicht.[4]

## Rezeption

### Chartplatzierungen
| ChartsChartplatzierungen       | Höchstplatzierung | Wochen |
| ------------------------------ | ----------------- | ------ |
| Deutschland (GfK)              | 11 (17 Wo.)       | 17     |
| Österreich (Ö3)                | 5 (17 Wo.)        | 17     |
| Schweiz (IFPI)                 | 13 (8 Wo.)        | 8      |
| Vereinigtes Königreich (OCC)   | 4 (45 Wo.)        | 45     |
| Vereinigte Staaten (Billboard) | 65 (9 Wo.)        | 9      |

### Auszeichnungen für Musikverkäufe
| Land/Region                  | Auszeichnungen für Musikverkäufe (Land/Region, Auszeichnung, Verkäufe) | Verkäufe  |
| ---------------------------- | ---------------------------------------------------------------------- | --------- |
| Argentinien (CAPIF)          | Gold                                                                   | 30.000    |
| Australien (ARIA)            | 4× Platin                                                              | 280.000   |
| Deutschland (BVMI)           | Gold                                                                   | 250.000   |
| Europa (IFPI)                | 2× Platin                                                              | 2.000.000 |
| Japan (RIAJ)                 | Gold                                                                   | 100.000   |
| Kanada (MC)                  | Platin                                                                 | 100.000   |
| Neuseeland (RMNZ)            | Gold                                                                   | 7.500     |
| Österreich (IFPI)            | Gold                                                                   | (25.000)  |
| Schweiz (IFPI)               | Gold                                                                   | (25.000)  |
| Spanien (Promusicae)         | Platin                                                                 | (100.000) |
| Vereinigte Staaten (RIAA)    | Platin                                                                 | 1.000.000 |
| Vereinigtes Königreich (BPI) | 3× Platin                                                              | (900.000) |
| Insgesamt                    | 6× Gold · 12× Platin ·                                                 | 3.517.500 |

Hauptartikel: John Lennon/Auszeichnungen für Musikverkäufe